# Asociación Ketani
La Asociación Ketani es una asociación austriaca para el pueblo gitano y Sinti. Fue fundada en 1998 por Gitta Martl y su hermano Albert Kugler en Linz.

## Historia
Después de la Segunda Guerra Mundial muchos Sintis y gitanos perdieron su documentación. El no poder escribir o leer les dificultaba hacer los trámites respectivos, en los órganos públicos, para sacar nueva documentación. La asociación Ketani representa un Grupos de presión para estas personas que ya llevan algunos años residiendo en Austria. Una de las tareas de la asociación es la asistencia y el apoyo a sus miembros en oficios, búsqueda de vivienda y en la formación (educación) de los mismos. 
La asociación Ketani asiste también a asilantes gitanos (en su mayoría de Ex-Yugoslavia) que aun sufren las consecuencias de la guerra.
Otra de las tareas de esta asociación es la representación pública de los Sintis y los gitanos a través de entrevistas, programas de radio y redacciones sobre temas especiales como el destino de las mujeres gitanas en Alta Austria. Otro de los campos de actividad de Ketani es la asesoría en las zonas de camping y diseñar y planear nuevas áreas para los Sintis y los gitanos. Un ejemplo para este tipo de asesoría es el trabajo en conjunto con el alcalde Gerhard Skiba en Braunau. En el año 2006 produjo la asociación, en conjunto con la televisión nacional austriaca ORF, el film Ketani heißt miteinander. Sintiwirklichkeiten statt Zigeunerklischees (Ketani significa juntos. La realidad sinti en vez de cliché gitano) de Ludwig Laher.
Aparte de numerosos proyectos culturales a lo largo del año, los colaboradores de esta asociación organizan conferencias sobre Sintis y Gitanos en Austria y refieren también sobre sus propias experiencias de ser parte de esta minoría. Uno de los puntos principales en este trabajo es la organización y la participación en eventos de servicio a la memoria de las víctimas de la época nazi, por ejemplo Maxglan, Mauthausen und Lackenbach. A fines del año 2005 se fundó el equipo de fútbol “Ketani Kickers“. La asociación Ketani y sus “Ketani Kickers” son partícipes de un proyecto dirigido por los Sintis y la artista Melanie Kreuzhof. Este proyecto consiste en pintar artísticamente un balón de fútbol desproporcional. Este enorme balón de fútbol será expuesto en la primavera del 2008 y después subastado. El ingreso se los entregará a los Ketani Kickers.
La asociación Ketani produce cada lunes una transmisión por la Radio FRO en Linz. En esta programación se presentan personalidades interesantes, música Sinti y gitana y además se informa al público sobre los acontecimientos y los proyectos de esta asociación. En la última programación, moderada por Josef Gaffl, Gutta Martl y su hija leyeron del libro: “nosotros no debimos existir” (Uns hat es nicht geben sollen) – tres generaciones de mujeres Sintis narran. Este es el primer libro publicado en la historia Sinti en Austria y fue publicada en su segunda edición.
En el año 2008 este libro fue traducido al japonés. El profesor de universidad Dr. Martin Kaneko tradujo este histórico libro, el mismo que da una impresión sobre el tiempo antes de la Segunda Guerra Mundial y los años después desde el punto de vista de tres mujeres Sintis. Linz es la ciudad en la que esta historia se desarrolla. Nicole Sevik, la hija de la fundadora (Gitta Martl) de esta asociación, es la directora actual de Ketani. Gitta Martl y el delegado y entrenador del equipo de fútbol, Renaldo Horvath, apoyan activamente a la directora de la asociación.